# Мздово
Мздово (пол. Mzdowo, нім. Misdow A) — село в Польщі, у гміні Кемпиці Слупського повіту Поморського воєводства.
Населення — 169 осіб (2011).
У 1975-1998 роках село належало до Слупського воєводства.

## Демографія
Демографічна структура станом на 31 березня 2011 року:
|          | Загалом | Допрацездатний вік | Працездатний вік | Постпрацездатний вік |
| -------- | ------- | ------------------ | ---------------- | -------------------- |
| Чоловіки | 91      | 22                 | 60               | 9                    |
| Жінки    | 78      | 15                 | 47               | 16                   |
| Разом    | 169     | 37                 | 107              | 25                   |